# لیز وایت
لیز وایت (انگلیسی: Liz White) مدافع حقوق جانوران و سیاستمدار کانادایی است. وی در سال ۱۹۹۰ مؤسسه ناسودبر اتحاد حیوانات کانادا را بنیاد نهاد. وایت هم‌چنین رهبر حزب رای‌دهندگان محیط‌زیست-اتحاد حیوانات است که در سال ۲۰۰۵ به عنوان یک حزب فدرال به ثبت رسید.